# Tamil Rockers
O Tamil Rockers é um site que facilita a distribuição de material protegido por direitos autorais, incluindo programas de televisão, filmes, músicas e vídeos. O site permite que os visitantes pesquisem e baixem material protegido por direitos autorais com a ajuda de links magnéticos e arquivos torrent, que facilitam o compartilhamento de arquivos ponto a ponto. Na Índia, os provedores de serviços de Internet foram ordenados a bloquear o acesso ao site. O site continua em operação, mudando para uma série de novos endereços da web. Além da tradicional lista de sites piratas, aplicativos e provedores de hospedagem, o grupo MPAA da indústria cinematográfica agora também lista os Tamil Rockers.

## História
O Tamil Rockers foi uma rede de gravação pirata, fundada em 2011 e mais tarde se tornou um site público de torrents, com links para cópias piratas de filmes indianos, além de filmes de Hollywood dublados em idiomas regionais junto com o áudio original em inglês.
Em 14 de março de 2018, três homens que estavam por trás do local foram presos. Um dos homens era o administrador do site. Em 23 de maio de 2019, mais membros do Tamilrockers foram presos em Coimbatore.